# Agnes Zimmermann
Agnes Marie Jacobina Zimmermann (5 de julio de 1845-14 de noviembre de 1925) fue una pianista, concertista y compositora alemana que vivió la mayor parte de su vida en Inglaterra.

## Biografía
Nació en Colonia, Alemania. Su familia se mudó a Inglaterra cuando ella era muy pequeña, y a la edad de 9 años, se inscribió a la Real Academia de Música de Londres, donde sus maestros fueron Reginald Steggall y Cipriani Potter. Después ella estudió bajo la tutela de Ernst Pauer y George Macfarren. Zimmermann recibió la Beca Kings de 1860 a 1862 e hizo su debut público en 1863 en el Crystal Palace tocando el Concierto del Emperador de Beethoven.
Después de terminar sus estudios, Zimmermann realizó una gira de conciertos por Alemania en 1879, 1880, 1882 y 1883. Publicó sus propias ediciones de sonatas de Beethoven y Mozart y composiciones de Robert Schumann.
Zimmermann se mudó a la casa de la feminista Louisa Goldsmid, después la muerte del esposo de esta última, el abogado Francis Goldsmid, ocurrida en 1878. Se dijo que Zimmermann prestó 18 años de «atención dedicada» a Goldsmid, y se especuló que ellas llevaban una relación lésbica.
Varios compositores notables le dedicaron algunas de sus obras a Zimmermann, incluidas las Three Sonatas (Tres Sonatas) (1880) de George Alexander Macfarren y Ballades, Op. 59 (1907) de Michele Esposito.
Zimmermann falleció en Londres, el 14 de noviembre de 1925.

## Obras
Zimmermann compuso música para orquesta de cámara, solos de piano y piezas vocales.
Las obras seleccionadas incluyen:
- Tres sonatas para piano y violín, Opp. 16, 21 y 23
- Sonata para violonchelo, op. 17 (publicado en 1872 por Schott)
- Trío para piano, violín y violonchelo, op. 19
- Presto alla Tarantella, op. 15